# Josh Maja
Joshua Erowoli Orisunmibare Oluwaseum Maja, meglio noto come Josh Maja (Lewisham, 27 dicembre 1998), è un calciatore inglese naturalizzato nigeriano, attaccante del West Bromwich.

## Biografia
Nato a Lewisham, Londra, da genitori nigeriani.

## Carriera

### Club

#### Sunderland
Cresciuto nelle giovanili del Crystal Palace e del Fulham, nel 2015 entra nel settore giovanile del Sunderland. Nella stagione 2016-2017 viene convocato per 4 partite di Premier League, senza mai debuttare nel massimo campionato; tuttavia, giocherà le restanti partite nel campionato Under 21, sempre con la primavera del Sunderland. Retrocesso in Championship, Maja viene convocato in prima squadra e debutta in campionato il 16 dicembre 2017 contro il Fulham, segnando la rete decisiva dell’1-0; sarà l’unico gol del giovane in campionato.
Dopo un’altra pessima stagione, il Sunderland retrocede in League One e Maja trova sempre più spazio (grazie ai numerosi abbandoni di vari giocatori), segnando 4 gol nelle prime 4 partite di campionato. Segna la sua prima doppietta il 22 settembre 2018 contro il Rochdale nel match terminato 4-1. Dopo aver realizzato 15 reti in 24 partite, il contratto del giocatore scade e Maja decide di non rinnovarlo.

#### Bordeaux e prestiti
Nel gennaio 2019, Maja firma un contratto con il club francese del Bordeaux. Viene convocato per la partita contro il PSG del 9 febbraio 2019, senza però debuttare. Parte titolare, invece, il match seguente contro il Tolosa, lasciando spazio all’ex atalantino Cornelius al 67º minuto di gioco. Realizza la prima rete con la maglia del Bordeaux il 20 aprile 2019, segnando il momentaneo vantaggio nel match perso per 2-1 sul campo del Nîmes valido per la 33ª giornata di campionato. Il 3 dicembre dello stesso anno, sempre contro il Nîmes, realizza la sua prima tripletta in carriera segnando i primi tre gol del 6-0 finale.
Il 1º febbraio 2021 viene ceduto in prestito al Fulham, tornando al club dopo 5 anni e mezzo dal suo addio. Tredici giorni dopo realizza una doppietta nel successo per 0-2 in casa dell'Everton.
A fine prestito fa ritorno al Bordeaux. Con i girondini trova poco spazio, ragion per cui il 31 gennaio 2022 viene ceduto nuovamente in prestito, questa volta allo Stoke City.

#### West Bromwich
Il 1º agosto 2023 firma un contratto triennale col West Bromwich.

### Nazionale
Dopo aver scelto di rappresentare la nazionale nigeriana, fa il suo esordio il 10 settembre 2019 nella partita contro l'Ucraina terminata 2-2.

## Statistiche

### Presenze e reti nei club
Statistiche aggiornate al 26 novembre 2024.
| Stagione                    | Squadra                     | Campionato                  | Campionato | Campionato | Coppe nazionali | Coppe nazionali | Coppe nazionali | Coppe continentali | Coppe continentali | Coppe continentali | Altre coppe | Altre coppe | Altre coppe | Totale | Totale |
| Stagione                    | Squadra                     | Comp                        | Pres       | Reti       | Comp            | Pres            | Reti            | Comp               | Pres               | Reti               | Comp        | Pres        | Reti        | Pres   | Reti   |
| --------------------------- | --------------------------- | --------------------------- | ---------- | ---------- | --------------- | --------------- | --------------- | ------------------ | ------------------ | ------------------ | ----------- | ----------- | ----------- | ------ | ------ |
| 2016-2017                   | Sunderland                  | PL                          | 0          | 0          | FACup+CdL       | 0+1             | 0+0             | -                  | -                  | -                  | -           | -           | -           | 1      | 0      |
| 2017-2018                   | Sunderland                  | FLC                         | 17         | 1          | FACup+CdL       | 1+0             | 0+0             | -                  | -                  | -                  | -           | -           | -           | 18     | 1      |
| 2018-gen. 2019              | Sunderland                  | FL1                         | 24         | 15         | FACup+CdL       | 3+1             | 0+0             | -                  | -                  | -                  | FLT         | 2           | 1           | 30     | 16     |
| Totale Sunderland           | Totale Sunderland           | Totale Sunderland           | 41         | 16         |                 | 6               | 0               |                    | -                  | -                  |             | 2           | 1           | 49     | 17     |
| gen.-giu. 2019              | Bordeaux                    | L1                          | 7          | 1          | CF+CdL          | -               | -               | -                  | -                  | -                  | -           | -           | -           | 7      | 1      |
| 2019-2020                   | Bordeaux                    | L1                          | 21         | 6          | CF+CdL          | 2+1             | 1+1             | -                  | -                  | -                  | -           | -           | -           | 24     | 8      |
| 2020-gen. 2021              | Bordeaux                    | L1                          | 17         | 2          | CF              | -               | -               | -                  | -                  | -                  | -           | -           | -           | 17     | 2      |
| feb.-giu. 2021              | Fulham                      | PL                          | 15         | 3          | FACup+CdL       | -               | -               | -                  | -                  | -                  | -           | -           | -           | 15     | 3      |
| 2021-gen. 2022              | Bordeaux                    | L1                          | 2          | 0          | CF              | 2               | 1               | -                  | -                  | -                  | -           | -           | -           | 4      | 1      |
| gen.-giu. 2022              | Stoke City                  | FLC                         | 15         | 1          | FACup+CdL       | 2+0             | 1+0             |                    | -                  | -                  |             | -           | -           | 17     | 2      |
| 2022-2023                   | Bordeaux                    | L2                          | 38         | 16         | CF              | 3               | 1               | -                  | -                  | -                  | -           | -           | -           | 41     | 17     |
| Totale Bordeaux             | Totale Bordeaux             | Totale Bordeaux             | 85         | 25         |                 | 8               | 4               |                    | -                  | -                  |             | -           | -           | 93     | 29     |
| 2023-2024                   | West Bromwich               | FLC                         | 12         | 1          | FACup+CdL       | -               | -               | -                  | -                  | -                  | -           | -           | -           | 12     | 1      |
| 2024-2025                   | West Bromwich               | FLC                         | 17         | 10         | FACup+CdL       | -               | -               | -                  | -                  | -                  | -           | -           | -           | 17     | 10     |
| Totale West Bromwich Albion | Totale West Bromwich Albion | Totale West Bromwich Albion | 29         | 11         |                 | -               | -               |                    | -                  | -                  |             | -           | -           | 29     | 11     |
| Totale carriera             | Totale carriera             | Totale carriera             | 185        | 56         |                 | 16              | 5               |                    | -                  | -                  |             | 2           | 1           | 203    | 62     |

### Cronologia presenze e reti in nazionale
| Cronologia completa delle presenze e delle reti in nazionale ― Nigeria | Cronologia completa delle presenze e delle reti in nazionale ― Nigeria | Cronologia completa delle presenze e delle reti in nazionale ― Nigeria | Cronologia completa delle presenze e delle reti in nazionale ― Nigeria | Cronologia completa delle presenze e delle reti in nazionale ― Nigeria | Cronologia completa delle presenze e delle reti in nazionale ― Nigeria | Cronologia completa delle presenze e delle reti in nazionale ― Nigeria | Cronologia completa delle presenze e delle reti in nazionale ― Nigeria |
| Data                                                                   | Città                                                                  | In casa                                                                | Risultato                                                              | Ospiti                                                                 | Competizione                                                           | Reti                                                                   | Note                                                                   |
| ---------------------------------------------------------------------- | ---------------------------------------------------------------------- | ---------------------------------------------------------------------- | ---------------------------------------------------------------------- | ---------------------------------------------------------------------- | ---------------------------------------------------------------------- | ---------------------------------------------------------------------- | ---------------------------------------------------------------------- |
| 10-9-2019                                                              | Dnipro                                                                 | Ucraina                                                                | 2 – 2                                                                  | Nigeria                                                                | Amichevole                                                             | -                                                                      | 90+1’                                                                  |
| Totale                                                                 |                                                                        | Presenze                                                               | 1                                                                      |                                                                        | Reti                                                                   | 0                                                                      |                                                                        |